# گلوبوس ایرلاینز
گلوبوس ایرلاینز (به انگلیسی: Globus Airlines) یک شرکت هواپیمایی با کد یاتا GH است که در تاریخ ۱ آوریل ۲۰۰۷ میلادی تأسیس شده‌است. دفتر مرکزی گلوبوس ایرلاینز در مسکو، روسیه واقع شده‌است و قطب این شرکت هواپیمایی در فرودگاه بین‌المللی دوموده‌دوو قرار دارد.